# Shedok
Shedok (del ruso: Шедок) es un seló del raión de Mostovskói del krai de Krasnodar, en el sur de Rusia. Está situado en la orilla izquierda del río Psebaika (afluente del río Málaya Labá), en la desembocadura en el del río Shedok, de la cuenca del Kubán a través del Labá, 21 km al sur de Mostovskói y 174 km al sureste de Krasnodar, la capital del krai. Tenía 2 883 habitantes en 2010.
Es cabeza del municipio Shedokskoye, al que pertenece asimismo Zaréchnoye.

## Historia
La localidad fue fundada en 1859 en los alrededores del fuerte Shedokskoye (que estuvo en funcionamiento entre 1856 y 1862).

## Demografía
| 2002  | 2010  |
| ----- | ----- |
| 2 898 | 2 883 |

### Composición étnica
De los 2 883 habitantes que había en 2002, el 93.4 % era de etnia rusa, el 2 % era de etnia ucraniana, el 1.1 % era de etnia armenia, el 0.5 % era de etnia tártara, el 0.5 % era de etnia alemana, el 0.3 % era de etnia georgiana, el 0.2 % era de etnia griega, el 0.2 % era de etnia gitana y el 0.1 % era de etnia azerí.